# Reacție Tișcenko
Reacție Tișcenko (scris în engleză Tishchenko) este o reacție organică de disproporționare a unei aldehide ce se realizază în prezența unui alcoxid.
De exemplu, benzaldehida reacționează cu benzilatul de sodiu (obținut prin reacția dintre sodiu metalic și alcool benzilic) formând benzoatul de benzil. Dibenzil-eterul se obține ca produs secundar al acestei reacții, cu precădere dacă amestecul de reacție se încălzește.